# Nikola Ljubičić
Nikola Ljubičić (en serbocroata cirílico: Никола Љубичић) (Karan, Serbia, 4 de abril de 1916 - † Belgrado, Serbia, 13 de abril de 2005) fue un militar y político serbio. Fue presidente de la Presidencia de la República Socialista de Serbia, miembro de la Presidencia de la República Federal Socialista de Yugoslavia y ministro de Defensa (la denominación oficial del cargo era Secretario Federal de Defensa Popular de Yugoslavia).
Se unió al movimiento partisano yugoslavo y luchó al lado de Tito durante la Segunda Guerra Mundial. Sirvió con distinción, coraje y heroísmo, siendo puesto a cargo de numerosas unidades del ejército partisano. Fue proclamado héroe nacional de Yugoslavia el 27 de noviembre de 1953 por sus acciones en la guerra. Recibió asimismo numerosas medallas tanto en Yugoslavia como en el extranjero, incluyendo la Orden del Héroe del Pueblo de Yugoslavia. Alcanzó el rango de General del Ejército con cuatro estrellas y fue ministro de Defensa durante quince años (1967-1982). En 1982 se retiró del Ejército Popular de Yugoslavia, 41 años después de sus primeros pasos por los campos de batalla.
En 1982 Nikola Ljubičić asumió la Presidencia de la República Socialista de Serbia, cargo que desempeñó hasta 1984. Desde 1984 a 1989 fue miembro de la Presidencia de la República Federal Socialista de Yugoslavia. Falleció el 13 de abril de 2005 y fue enterrado con honores militares en el callejón de ciudadanos distinguidos del cementerio Novo groblje de Belgrado.
Hay una serie de publicaciones sobre su obra, tales como la "Defensa Nacional Total - Estrategia para la Paz" (publicado en 1977 en varios idiomas, incluyendo inglés, árabe, ruso y serbocroata), y sus propias memorias de la Segunda Guerra Mundial en el libro "U Titovoj Koloni" ("Marchando con Tito", publicado en 2006).